# The Book Beri'ah (Compilation)
The Book Beri'ah est un album vinyle, compilation des dix albums qui forment le Book Beri'ah. Chaque titre est extrait de l'un des 10 albums.

## Titres
| No  | Titre                                     | Durée |
| --- | ----------------------------------------- | ----- |
| 1.  | Ge'ulah (Sofia Rei, Jean-Claude Maillard) | 4:36  |
| 2.  | Gadolot (Cleric                           | 4:59  |
| 3.  | Posekim (The Spike Orchestra)             | 4:14  |
| 4.  | Katanoi (Julian Lage, Gyan Riley)         | 4:34  |
| 5.  | Da'ai (Abraxas)                           | 4:31  |
| 6.  | Sapir (Klezmerson)                        | 4:16  |
| 7.  | Pirke Avoi (The Gnostic Trio)             | 5:02  |
| 8.  | Hod (Zion80)                              | 5:35  |
| 9.  | Dim Yoni (Banquet Of The Spirits)         | 5:06  |
| 10. | Sitra Achra (Secret Chiefs 3)             | 3:28  |